# Умбиликария съедобная
Умбиликария съедобная (лат. Umbilicaria esculenta) — лишайник семейства Умбиликариевые (Umbilicariaceae), вид рода Умбиликария (Umbilicaria).

## Синонимы
- Gyrophora esculenta Miyoshi

## Описание
Умбиликария съедобная — листоватый лишайник, растущий на скалах. Имеет кожистое, хрупкое слоевище в виде неправильно разорванной, округлой, от 3 до 15 см в диаметре пластинки с густыми разветвленными ризинами. Размножение спорами и вегетативно.

## Использование

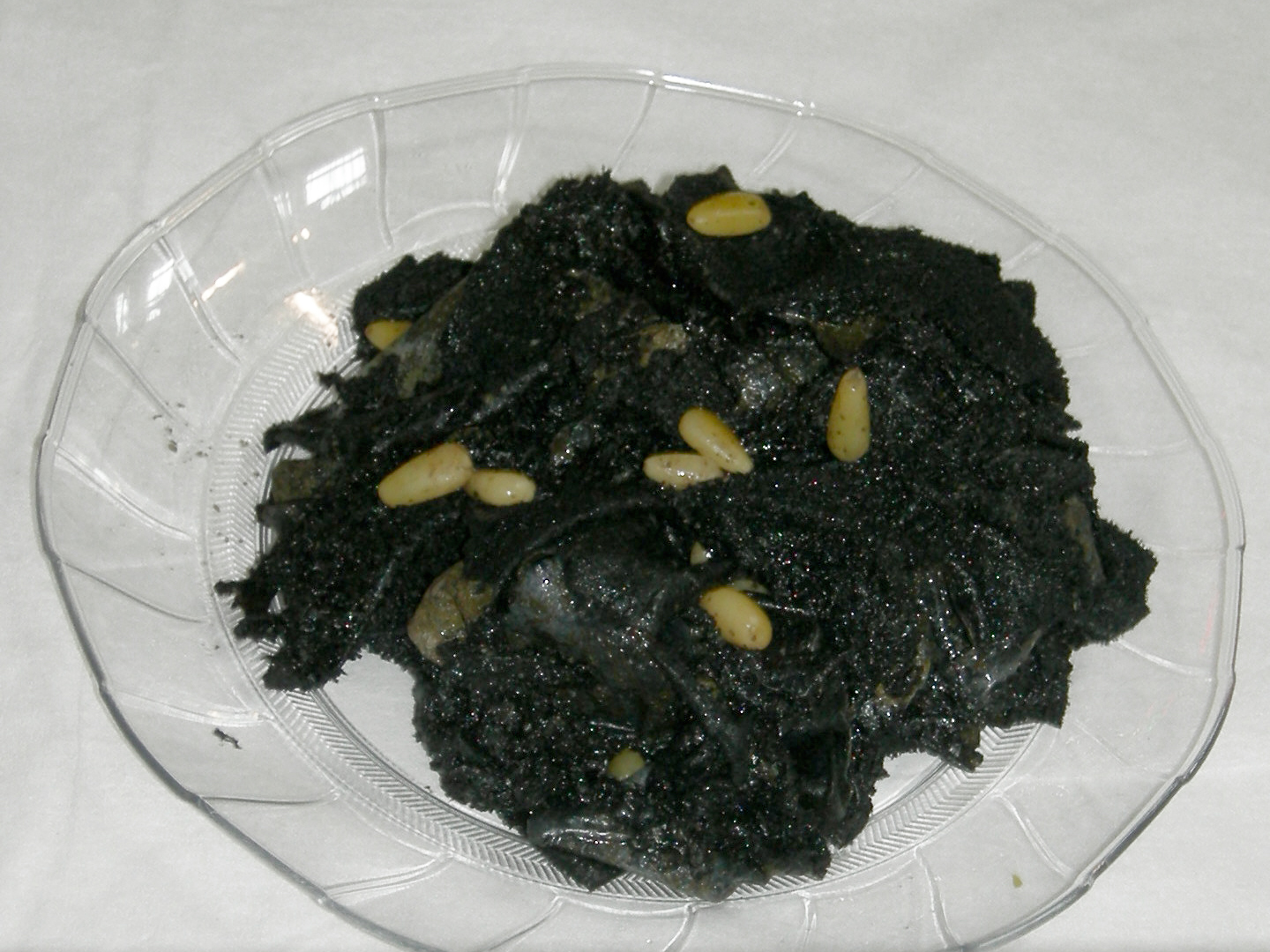
Салат из умбиликарии

В Китае, Корее и Японии употребляется в пищу после соответствующей кулинарной обработки

## Охранный статус
В Российской Федерации занесен в Красную книгу.